# Tomasz Szumski
Tomasz Szumski herbu Jastrzębiec – oboźny wileński w latach 1771-1775. 
Członek konfederacji 1773 roku. Jako poseł wileński na Sejm Rozbiorowy 1773-1775 wszedł w skład delegacji wyłonionej pod naciskiem dyplomatów trzech państw rozbiorczych, mającej przeprowadzić rozbiór.